# José Florentín
José Ignacio Florentín Bobadilla, noto semplicemente come José Florentín (Juan Emilio O'Leary, 5 luglio 1996), è un calciatore paraguaiano, centrocampista del Central Córdoba (SdE).

## Caratteristiche tecniche
È un centrocampista offensivo.

## Carriera

### Club
Cresciuto nel settore giovanile del Guaraní, debutta in prima squadra il 2 settembre 2019 in occasione dell'incontro di División Profesional vinto 5-0 contro il General Díaz.

### Nazionale
Il 2 settembre 2021 debutta con la nazionale paraguaiana in occasione del match valido per le qualificazioni ai Mondiali 2022 perso 2-0 contro l'Ecuador.

## Statistiche

### Presenze e reti nei club
Statistiche aggiornate all'8 maggio 2025.
| Stagione                     | Squadra                      | Campionato                   | Campionato | Campionato | Coppe nazionali | Coppe nazionali | Coppe nazionali | Coppe continentali | Coppe continentali | Coppe continentali | Altre coppe | Altre coppe | Altre coppe | Totale | Totale |
| Stagione                     | Squadra                      | Comp                         | Pres       | Reti       | Comp            | Pres            | Reti            | Comp               | Pres               | Reti               | Comp        | Pres        | Reti        | Pres   | Reti   |
| ---------------------------- | ---------------------------- | ---------------------------- | ---------- | ---------- | --------------- | --------------- | --------------- | ------------------ | ------------------ | ------------------ | ----------- | ----------- | ----------- | ------ | ------ |
| 2019                         | Guaraní                      | PD                           | 9          | 0          | -               | -               | -               | -                  | -                  | -                  | -           | -           | -           | 9      | 0      |
| 2020                         | Guaraní                      | PD                           | 23+3       | 5+1        | -               | -               | -               | CL                 | 12                 | 2                  | -           | -           | -           | 38     | 8      |
| 2021                         | Guaraní                      | PD                           | 33         | 12         | -               | -               | -               | CL                 | 4                  | 1                  | -           | -           | -           | 37     | 13     |
| Totale Guaraní               | Totale Guaraní               | Totale Guaraní               | 65+3       | 17+1       |                 | -               | -               |                    | 16                 | 3                  |             | -           | -           | 84     | 21     |
| 2022                         | Vélez Sarsfield              | PD                           | 15         | 2          | CA+CdL          | 2+7             | 0+1             | CL                 | 9                  | 0                  | -           | -           | -           | 33     | 3      |
| 2023                         | Vélez Sarsfield              | PD                           | 20         | 1          | CA+CdL          | 1+10            | 0+1             | -                  | -                  | -                  | -           | -           | -           | 31     | 2      |
| gen.-apr. 2024               | Vélez Sarsfield              | PD                           | 0          | 0          | CA+CdL          | 1+3             | 0               | -                  | -                  | -                  | -           | -           | -           | 4      | 0      |
| Totale Vélez Sarsfield       | Totale Vélez Sarsfield       | Totale Vélez Sarsfield       | 35         | 3          |                 | 24              | 2               |                    | 9                  | 0                  |             | -           | -           | 68     | 5      |
| ago.-dic. 2024               | Central Córdoba (SdE)        | PD                           | 13         | 2          | CA              | 3               | 2               | -                  | -                  | -                  | -           | -           | -           | 16     | 4      |
| 2025                         | Central Córdoba (SdE)        | PD                           | 15         | 3          | CA              | 1               | 0               | CL                 | 4                  | 1                  | SA          | -           | -           | 20     | 4      |
| Totale Central Córdoba (SdE) | Totale Central Córdoba (SdE) | Totale Central Córdoba (SdE) | 28         | 5          |                 | 4               | 2               |                    | 4                  | 1                  |             | -           | -           | 36     | 8      |
| Totale carriera              | Totale carriera              | Totale carriera              | 131        | 26         |                 | 28              | 4               |                    | 29                 | 4                  |             | -           | -           | 188    | 34     |

### Cronologia presenze e reti in nazionale
| Cronologia completa delle presenze e delle reti in nazionale ― Paraguay | Cronologia completa delle presenze e delle reti in nazionale ― Paraguay | Cronologia completa delle presenze e delle reti in nazionale ― Paraguay | Cronologia completa delle presenze e delle reti in nazionale ― Paraguay | Cronologia completa delle presenze e delle reti in nazionale ― Paraguay | Cronologia completa delle presenze e delle reti in nazionale ― Paraguay | Cronologia completa delle presenze e delle reti in nazionale ― Paraguay | Cronologia completa delle presenze e delle reti in nazionale ― Paraguay |
| Data                                                                    | Città                                                                   | In casa                                                                 | Risultato                                                               | Ospiti                                                                  | Competizione                                                            | Reti                                                                    | Note                                                                    |
| ----------------------------------------------------------------------- | ----------------------------------------------------------------------- | ----------------------------------------------------------------------- | ----------------------------------------------------------------------- | ----------------------------------------------------------------------- | ----------------------------------------------------------------------- | ----------------------------------------------------------------------- | ----------------------------------------------------------------------- |
| 2-9-2021                                                                | Quito                                                                   | Ecuador                                                                 | 2 – 0                                                                   | Paraguay                                                                | Qual. Mondiali 2022                                                     | -                                                                       | 85’                                                                     |
| 10-9-2021                                                               | Asunción                                                                | Paraguay                                                                | 2 – 1                                                                   | Venezuela                                                               | Qual. Mondiali 2022                                                     | -                                                                       | 74’                                                                     |
| 24-3-2022                                                               | Ciudad del Este                                                         | Paraguay                                                                | 3 – 1                                                                   | Ecuador                                                                 | Qual. Mondiali 2022                                                     | -                                                                       | 77’                                                                     |
| Totale                                                                  |                                                                         | Presenze                                                                | 3                                                                       |                                                                         | Reti                                                                    | 0                                                                       |                                                                         |

## Palmarès

### Club

#### Competizioni nazionali
- Copa Argentina: 1

Central Córdoba (SdE): 2024